# IMac
 iMac là một nhóm máy tính để bàn Macintosh được thiết kế và xây dựng bởi Apple Inc. Đây là sản phẩm chính trong các sản phẩm máy tính để bàn của người tiêu dùng Apple kể từ khi ra mắt vào tháng 8 năm 1998 và đã phát triển qua bảy mẫu riêng biệt.

## Lịch sử
Thông báo ra mắt iMac vào năm 1998 đã gây ra nhiều tranh cãi và dự đoán giữa các nhà bình luận, người hâm mộ Mac và những kẻ gièm pha. Ý kiến về thay đổi mạnh mẽ của Apple đối với phần cứng Macintosh. Vào thời điểm đó, Apple đã phải chịu một loạt những thất bại khi người tiêu dùng ngày càng lựa chọn các loại máy PC (chạy hệ điều hành Windows) thay vì các mẫu máy tính của Apple. Nhiều người trong ngành nghĩ rằng "tin tưởng" Apple sẽ sớm bị buộc phải bắt đầu bán máy tính với giao diện tùy chỉnh được xây dựng trên một hoặc nhiều cơ sở hệ điều hành tiềm năng, như Taligent, Solaris hoặc Windows 98.

## Cập nhật
Đến năm 2005, ngày càng rõ ràng cho thấy rằng rằng sự phát triển của IBM cho việc triển khai PowerPC trên máy tính để bàn đã bị đình trệ. Apple tuyên bố tại Hội nghị các nhà phát triển toàn cầu rằng họ sẽ chuyển Macintosh sang kiến trúc tập lệnh x86 và bộ xử lý Core của Intel. Các máy Mac được trang bị Intel đầu tiên đã được công bố vào ngày 10 tháng 1 năm 2006: Intel iMac và MacBook Pro giới thiệu. Trong vòng chín tháng, Apple đã chuyển đổi toàn bộ dòng Macintosh sang Intel. Một trong những lợi ích phụ được đánh giá cao là khả năng chạy Windows trên phần cứng Mac.
Vào tháng 3 năm 2019, Apple đã cập nhật iMac để trang bị bộ xử lý Intel Core i9 thế hệ thứ 9 và đồ họa Radeon Vega. Không giống như hầu hết các bản phát hành khác của Apple, Apple đã chọn không công bố iMac tại một sự kiện, thay vào đó là cập nhật thông số kỹ thuật và đưa ra thông cáo báo chí. Lần đầu tiên, iMac có thể hỗ trợ bộ xử lý Intel 6 lõi hoặc 8 lõi. Apple tuyên bố model 21,5 inch nhanh hơn tới 60% so với model trước và 27 inch nhanh hơn tới 2,4 lần. Bề ngoài của máy vẫn giữ nguyên như model trước.

## Ảnh hưởng
Apple sử dụng chất dẻo trong suốt, màu kẹo lấy cảm hứng từ các thiết kế công nghiệp tương tự trong các sản phẩm tiêu dùng khác. Sau đó, Apple giới thiệu iPod, iBook G3 (USB kép) và iMac G4 (tất cả đều có nhựa màu trắng), lấy cảm hứng thiết kế tương tự trong các sản phẩm điện tử tiêu dùng của các công ty khác. Buổi giới thiệu màu sắc cũng có hai quảng cáo đặc biệt: một quảng cáo có tên là 'Life Savers' có bài hát "The Rolling Stones" và một quảng cáo cho phiên bản màu trắng có phần giới thiệu và có "White Room" của Cream làm bài hát hậu thuẫn.

## Đón nhận
iMac đã nhận được sự hoan nghênh quan trọng đáng kể, bao gồm cả lời khen ngợi từ chuyên gia công nghệ Walt Mossberg là "Tiêu chuẩn vàng của máy tính để bàn"; Tạp chí Forbes mô tả dòng máy tính iMac màu kẹo ban đầu là một "thành công thay đổi ngành công nghiệp". iMac 24 inch Core 2 Duo đầu tiên đã được công nhận "Must-have desktop" của CNET trong Top 10 Holiday Gift Picks năm 2006 của họ.

## Hỗ trợ phát hành macOS
| Hỗ trợ phát hành macOS | Hỗ trợ phát hành macOS    | Hỗ trợ phát hành macOS    | Hỗ trợ phát hành macOS     | Hỗ trợ phát hành macOS     | Hỗ trợ phát hành macOS     | Hỗ trợ phát hành macOS     | Hỗ trợ phát hành macOS | Hỗ trợ phát hành macOS | Hỗ trợ phát hành macOS | Hỗ trợ phát hành macOS | Hỗ trợ phát hành macOS | Hỗ trợ phát hành macOS | Hỗ trợ phát hành macOS | Hỗ trợ phát hành macOS   | Hỗ trợ phát hành macOS   | Hỗ trợ phát hành macOS   | Hỗ trợ phát hành macOS | Hỗ trợ phát hành macOS | Hỗ trợ phát hành macOS | Hỗ trợ phát hành macOS | Hỗ trợ phát hành macOS | Hỗ trợ phát hành macOS | Hỗ trợ phát hành macOS  | Hỗ trợ phát hành macOS  | Hỗ trợ phát hành macOS  | Hỗ trợ phát hành macOS | Hỗ trợ phát hành macOS | Hỗ trợ phát hành macOS | Hỗ trợ phát hành macOS | Hỗ trợ phát hành macOS | Hỗ trợ phát hành macOS | Hỗ trợ phát hành macOS |
| Các bản macOS          | Dựa trên PowerPC          | Dựa trên PowerPC          | Dựa trên PowerPC           | Dựa trên PowerPC           | Dựa trên PowerPC           | Dựa trên PowerPC           | Dựa trên PowerPC       | Dựa trên PowerPC       | Dựa trên PowerPC       | Dựa trên PowerPC       | Dựa trên PowerPC       | Dựa trên PowerPC       | Dựa trên PowerPC       | Dựa trên Intel           | Dựa trên Intel           | Dựa trên Intel           | Dựa trên Intel         | Dựa trên Intel         | Dựa trên Intel         | Dựa trên Intel         | Dựa trên Intel         | Dựa trên Intel         | Dựa trên Intel          | Dựa trên Intel          | Dựa trên Intel          | Dựa trên Intel         | Dựa trên Intel         | Dựa trên Intel         | Dựa trên Intel         | Dựa trên Intel         | Dựa trên Intel         | Dựa trên Apple silicon |
| Các bản macOS          | G3 (thế hệ đầu, bản khay) | G3 (thế hệ đầu, bản khay) | G3 (thế hệ 2, bản khe cắm) | G3 (thế hệ 2, bản khe cắm) | G3 (thế hệ 2, bản khe cắm) | G3 (thế hệ 2, bản khe cắm) | G4 (thế hệ 3)          | G4 (thế hệ 3)          | G4 (thế hệ 3)          | G4 (thế hệ 3)          | G5 (thế hệ 4)          | G5 (thế hệ 4)          | G5 (thế hệ 4)          | Polycarbonate (thế hệ 5) | Polycarbonate (thế hệ 5) | Polycarbonate (thế hệ 5) | Aluminum (thế hệ 6)    | Aluminum (thế hệ 6)    | Aluminum (thế hệ 6)    | Unibody (thế hệ 7)     | Unibody (thế hệ 7)     | Unibody (thế hệ 7)     | Slim Unibody (thế hệ 8) | Slim Unibody (thế hệ 8) | Slim Unibody (thế hệ 8) | Retina (thế hệ 9)      | Retina (thế hệ 9)      | Retina (thế hệ 9)      | Retina (thế hệ 9)      | Retina (thế hệ 9)      | Retina (thế hệ 9)      | 10th generation        |
| Các bản macOS          | 1998                      | Đầu 1999                  | Cuối 1999                  | Giữa 2000                  | Đầu 2001                   | Giữa 2001                  | Đầu 2002 (bản 15")     | Giữa 2002 (bản 17")    | Đầu 2003               | Cuối 2003              | Giữa 2004              | Giữa 2005              | Cuối 2005              | Đầu 2006                 | Giữa 2006                | Cuối 2006                | Giữa 2007              | Đầu 2008               | Đầu 2009               | Cuối 2009              | Giữa 2010              | Giữa 2011              | Cuối 2012               | Cuối 2013               | Giữa 2014               | Cuối 2014              | Giữa 2015              | Cuối 2015              | 2017                   | 2019                   | 2020                   | M1, 2021               |
| ---------------------- | ------------------------- | ------------------------- | -------------------------- | -------------------------- | -------------------------- | -------------------------- | ---------------------- | ---------------------- | ---------------------- | ---------------------- | ---------------------- | ---------------------- | ---------------------- | ------------------------ | ------------------------ | ------------------------ | ---------------------- | ---------------------- | ---------------------- | ---------------------- | ---------------------- | ---------------------- | ----------------------- | ----------------------- | ----------------------- | ---------------------- | ---------------------- | ---------------------- | ---------------------- | ---------------------- | ---------------------- | ---------------------- |
| Mac OS 8               | Yes                       | 8.5.1                     | 8.6                        | —                          | —                          | —                          | —                      | —                      | —                      | —                      | —                      | —                      | —                      | —                        | —                        | —                        | —                      | —                      | —                      | —                      | —                      | —                      | —                       | —                       | —                       | —                      | —                      | —                      | —                      | —                      | —                      | —                      |
| Mac OS 9               | Yes                       | Yes                       | Yes                        | 9.0.4                      | 9.1                        | 9.1                        | 9.2.2                  | 9.2.2                  | No                     | No                     | No                     | No                     | No                     | No                       | No                       | No                       | No                     | No                     | No                     | No                     | No                     | No                     | No                      | No                      | No                      | No                     | No                     | No                     | No                     | No                     |                        |                        |
| 10.0 Cheetah           | Yes                       | Yes                       | Yes                        | Yes                        | Yes                        | 10.0.4                     | No                     | No                     | No                     | No                     | No                     | No                     | No                     | No                       | No                       | No                       | No                     | No                     | No                     | No                     | No                     | No                     | No                      | No                      | No                      | No                     | No                     | No                     | No                     | No                     |                        |                        |
| 10.1 Puma              | Yes                       | Yes                       | Yes                        | Yes                        | Yes                        | Yes                        | 10.1.2                 | 10.1.5                 | No                     | No                     | No                     | No                     | No                     | No                       | No                       | No                       | No                     | No                     | No                     | No                     | No                     | No                     | No                      | No                      | No                      | No                     | No                     | No                     | No                     | No                     |                        |                        |
| 10.2 Jaguar            | Yes                       | Yes                       | Yes                        | Yes                        | Yes                        | Yes                        | Yes                    | Yes                    | 10.2.3                 | 10.2.6                 | No                     | No                     | No                     | No                       | No                       | No                       | No                     | No                     | No                     | No                     | No                     | No                     | No                      | No                      | No                      | No                     | No                     | No                     | No                     | No                     |                        |                        |
| 10.3 Panther           | Yes                       | Yes                       | Yes                        | Yes                        | Yes                        | Yes                        | Yes                    | Yes                    | Yes                    | Yes                    | 10.3.5                 | No                     | No                     | No                       | No                       | No                       | No                     | No                     | No                     | No                     | No                     | No                     | No                      | No                      | No                      | No                     | No                     | No                     | No                     | No                     |                        |                        |
| 10.4 Tiger             | No                        | Yes                       | Yes                        | Yes                        | Yes                        | Yes                        | Yes                    | Yes                    | Yes                    | Yes                    | Yes                    | Yes                    | 10.4.2                 | 10.4.4                   | 10.4.7                   | 10.4.7                   | 10.4.10                | No                     | No                     | No                     | No                     | No                     | No                      | No                      | No                      | No                     | No                     | No                     | No                     | No                     |                        |                        |
| 10.5 Leopard           | No                        | No                        | No                         | No                         | No                         | No                         | No                     | No                     | Yes                    | Yes                    | Yes                    | Yes                    | Yes                    | Yes                      | Yes                      | Yes                      | Yes                    | 10.5.2                 | 10.5.6                 | No                     | No                     | No                     | No                      | No                      | No                      | No                     | No                     | No                     | No                     | No                     |                        |                        |
| 10.6 Snow Leopard      | No                        | No                        | No                         | No                         | No                         | No                         | No                     | No                     | No                     | No                     | No                     | No                     | No                     | Yes                      | Yes                      | Yes                      | Yes                    | Yes                    | Yes                    | Yes                    | 10.6.3                 | 10.6.6                 | No                      | No                      | No                      | No                     | No                     | No                     | No                     | No                     |                        |                        |
| 10.7 Lion              | No                        | No                        | No                         | No                         | No                         | No                         | No                     | No                     | No                     | No                     | No                     | No                     | No                     | No                       | No                       | Yes                      | Yes                    | Yes                    | Yes                    | Yes                    | Yes                    | Yes                    | No                      | No                      | No                      | No                     | No                     | No                     | No                     | No                     |                        |                        |
| 10.8 Mountain Lion     | No                        | No                        | No                         | No                         | No                         | No                         | No                     | No                     | No                     | No                     | No                     | No                     | No                     | No                       | No                       | No                       | Yes                    | Yes                    | Yes                    | Yes                    | Yes                    | Yes                    | 10.8.1                  | No                      | No                      | No                     | No                     | No                     | No                     | No                     |                        |                        |
| 10.9 Mavericks         | No                        | No                        | No                         | No                         | No                         | No                         | No                     | No                     | No                     | No                     | No                     | No                     | No                     | No                       | No                       | No                       | Yes                    | Yes                    | Yes                    | Yes                    | Yes                    | Yes                    | Yes                     | Yes                     | 10.9.3                  | No                     | No                     | No                     | No                     | No                     |                        |                        |
| 10.10 Yosemite         | No                        | No                        | No                         | No                         | No                         | No                         | No                     | No                     | No                     | No                     | No                     | No                     | No                     | No                       | No                       | No                       | Yes                    | Yes                    | Yes                    | Yes                    | Yes                    | Yes                    | Yes                     | Yes                     | Yes                     | Yes                    | 10.10.3                | No                     | No                     | No                     |                        |                        |
| 10.11 El Capitan       | No                        | No                        | No                         | No                         | No                         | No                         | No                     | No                     | No                     | No                     | No                     | No                     | No                     | No                       | No                       | No                       | Yes                    | Yes                    | Yes                    | Yes                    | Yes                    | Yes                    | Yes                     | Yes                     | Yes                     | Yes                    | Yes                    | Yes                    | No                     | No                     |                        |                        |
| 10.12 Sierra           | No                        | No                        | No                         | No                         | No                         | No                         | No                     | No                     | No                     | No                     | No                     | No                     | No                     | No                       | No                       | No                       | No                     | No                     | No                     | Yes                    | Yes                    | Yes                    | Yes                     | Yes                     | Yes                     | Yes                    | Yes                    | Yes                    | 10.12.5                | No                     |                        |                        |
| 10.13 High Sierra      | No                        | No                        | No                         | No                         | No                         | No                         | No                     | No                     | No                     | No                     | No                     | No                     | No                     | No                       | No                       | No                       | No                     | No                     | No                     | Yes                    | Yes                    | Yes                    | Yes                     | Yes                     | Yes                     | Yes                    | Yes                    | Yes                    | Yes                    | No                     |                        |                        |
| 10.14 Mojave           | No                        | No                        | No                         | No                         | No                         | No                         | No                     | No                     | No                     | No                     | No                     | No                     | No                     | No                       | No                       | No                       | No                     | No                     | No                     | No                     | No                     | No                     | Yes                     | Yes                     | Yes                     | Yes                    | Yes                    | Yes                    | Yes                    | 10.14.3                |                        |                        |
| 10.15 Catalina         | No                        | No                        | No                         | No                         | No                         | No                         | No                     | No                     | No                     | No                     | No                     | No                     | No                     | No                       | No                       | No                       | No                     | No                     | No                     | No                     | No                     | No                     | Yes                     | Yes                     | Yes                     | Yes                    | Yes                    | Yes                    | Yes                    | Yes                    |                        |                        |

## Dòng thời gian của các phiên bản iMac và Macintosh

Dòng thời gian của iMac từ năm 1998 đến 2021, so sánh nó với phiên bản Macintosh 128K ban đầu (1984).

Để biết thêm các mốc thời gian chi tiết, xem các bài viết của từng thế hệ.
| Thế hệ                  | iMac G3                         | iMac G4                 | iMac G5                  | Polycarbonate Intel iMac        | Aluminum iMac           | Unibody iMac                    | Slim Unibody iMac                                                                   | Retina iMac                                                                         | iMac (Apple silicon)           |
| Thế hệ                  | Slot loading iMac G3.           | iMac G4 Sunflower.      | iMac G5 Rev A.           | Polycarbonate iMac.             | Aluminium iMac.         | Unibody iMac.                   | Slim edge unibody iMac.                                                             | Retina iMac.                                                                        |                                |
| Màn hình                | 15″ (13.8″ có thể xem được) CRT | 15″, 17″, hoặc 20″ LCD  | 17″ hoặc 20″ LCD         | 17″, 20″, hoặc 24″ LCD          | 20″ hoặc 24″ LCD        | 21.5" hoặc 27" LED-LCD          | 21.5" hoặc 27" LED-LCD                                                              | 21.5" hoặc 27" LED-LCD                                                              | 24" LED-LCD                    |
| Bộ xử lý                | PowerPC G3                      | PowerPC G4              | PowerPC G5               | Intel Core Duo/Intel Core 2 Duo | Intel Core 2 Duo        | Intel Core 2 Duo/i3/i5/i7       | Intel Core i5/i7                                                                    | Intel Core i3/i5/i7/i9                                                              | Apple M1                       |
| Bao gồm ổ cứng          | 4 GB đến 60 GB                  | 40 GB đến 160 GB        | 40 GB đến 500 GB         | 80 GB đến 750 GB                | 250 GB đến 1 TB         | 500 GB đến 2 TB hoặc SSD 256 GB | Ổ cứng 1 TB đến 3 TB, Ổ đĩa kết hợp 1 TB đến 3 TB hoặc bộ nhớ flash 256 GB đến 1 TB | Ổ cứng 1 TB đến 3 TB, Ổ đĩa kết hợp 1 TB đến 3 TB hoặc bộ nhớ flash 256 GB đến 2 TB | Bộ nhớ flash 256 GB đến 2 TB   |
| Phiên bản Mac OS đi kèm | 8.1, 8.5, 8.6, 9.0, 9.1, 10.0   | 9.2, 10.1, 10.2, 10.3   | 10.3, 10.4               | 10.4                            | 10.4, 10.5, 10.6        | 10.6, 10.7, 10.8                | 10.8, 10.9, 10.10, 10.11, 10.12, 10.13, 10.14, 10.15, 11                            | 10.10, 10.11, 10.12, 10.13, 10.14, 10.15, 11                                        | 11, 12                         |
| Ngày phát hành          | Ngày 15 tháng 8 năm 1998        | Ngày 7 tháng 1 năm 2002 | Ngày 31 tháng 8 năm 2004 | Ngày 10 tháng 1 năm 2006        | Ngày 7 tháng 8 năm 2007 | Ngày 20 tháng 10 năm 2009       | Ngày 30 tháng 11 năm 2012 (21,5 ") / tháng 1 năm 2013 (27")                         | Ngày 13 tháng 10 năm 2015 (21,5 ") / ngày 16 tháng 10 năm 2014 (27")                | Ngày 20 tháng 4 năm 2021 (24") |
| Ngưng sản xuất          | Tháng 3 năm 2003                | Tháng 7 năm 2004        | Tháng 3 năm 2006         | Tháng 8 năm 2007                | Tháng 10 năm 2009       | Tháng 10 năm 2012               | Ngày 13 tháng 10 năm 2015 (27")                                                     | Ngày 20 tháng 4 năm 2021 (21,5")                                                    | -                              |